# Catedral de Celaya
La Catedral de la Inmaculada Concepción de Celaya o Catedral de Celaya es el principal edificio católico en la ciudad de Celaya en México, ocupa actualmente lo que fuera el espacio de una capilla anexa al Templo de San Francisco. Por las dimensiones de este último templo, se ha llegado a confundir el Templo de San Francisco como Catedral, aspecto totalmente equívoco. Pertenece a la diócesis de Celaya.

## Antecedentes
El Templo de San Francisco fue erigido por la Orden Franciscana, quienes evangelizaron en el lugar, habiendo construido originalmente una pequeña capilla de menores proporciones, así como el convento anexo. La primera piedra de este templo se levantó el 2 de febrero del año de 1683. La Catedral de Celaya no es el Templo de San Francisco. La Catedral se ubica a un costado del citado templo franciscano y desde hace muchos años es administrado por el clero diocesano.
Los avances en la obra fueron lentos; para 1715 se habían cerrado las bóvedas, y ya para el año de 1725 se concluyó la torre.
Remodelado a comienzos del siglo XIX, y a principios del siglo XX. Sufrió también un incendio, por el cual se le realizó la última remodelación, en la cual se le agregó un órgano alemán de buena factura, colocado en la parte del coro.

## El edificio
De planta tipo basilical. Consta de tres naves. Sobre el crucero, se levanta la cúpula, de forma octogonal y con linternilla. Ésta se encuentra revestida de azulejos.
La portada principal del edificio fue renovada también en estilo neoclásico, cuenta con cuatro grandes columnas de orden dórico que sostienen un dintel, sobre el cual se levanta un frontón de forma circular. sobre este se levanta el ático, con una escultura que representa a la religión. El arco de acceso principal es de medio punto, al lado de este, las dos puertas laterales con dintel. Sobre cada puerta se levanta una ventana que ilumina el coro, la central es de arco de medio punto, y las laterales de dintel.
La torre del templo, del lado derecho del mismo, es de tres cuerpos, con cupulilla y linternilla revestidas con azulejos. Está coronada por una cruz de hierro forjado. en 1910, en la base del primer cuerpo de la torre, se instaló un reloj.

## El interior

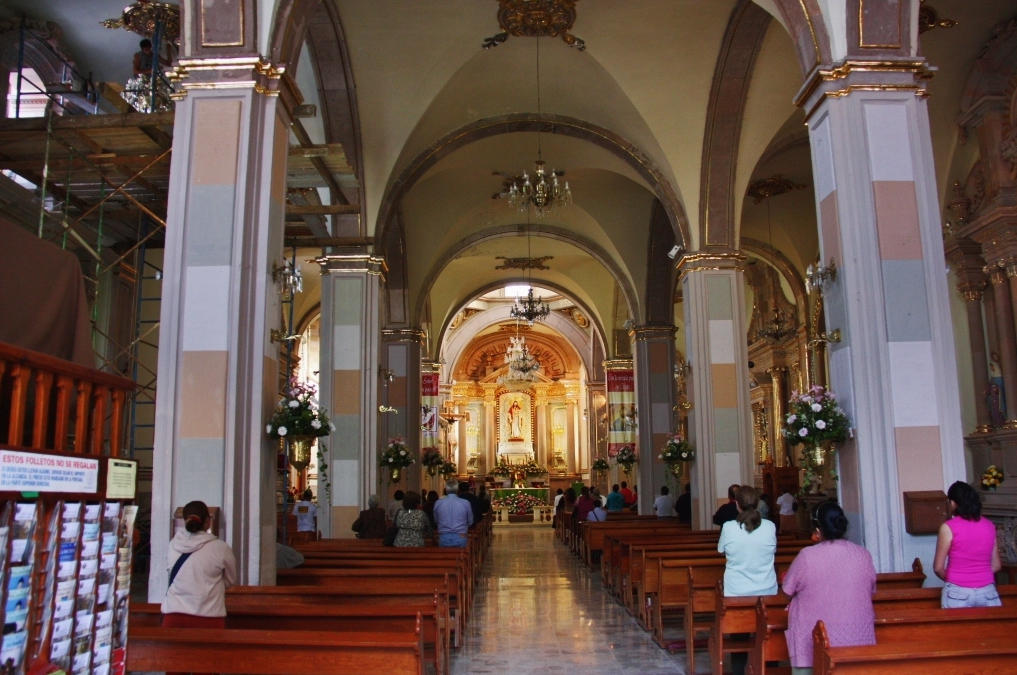
Interior de la Catedral.

Todo fue remodelado por Eduardo Tresguerras, (oriundo de Celaya) en estilo neoclásico. Son dignos de observarse los altares laterales, así como el principal (en total son once). En el altar principal, con seis columnas estriadas y seis pilastras, que encierran tres grandes nichos, y el del centro, se ubica la Sagrada Imagen de la Purísima Concepción, Patrona de la ciudad. A los lados, en los nichos restantes, las imágenes de San Joaquín y Santa Ana. Tiene aplicaciones de plata por toda la estructura las cuales datan del siglo XVII